# SQRL
SQRL або Secure, Quick, Reliable Login (вимовляється з англійської як «білка»  / skwɝl / ) — це  проект  відкритого стандарту для безпечного входу на  вебсайти і  автентифікації. Програмне забезпечення зазвичай використовує QR-код, який забезпечує перевірку автентичності, де користувач ідентифікується анонімно замість того, щоб надавати логін і пароль користувача. Цей метод вважається несприйнятливим до перебору паролів або витоку даних. SQRL запропонував  Стів Гібсон і його компанія Gibson Research Corporation в жовтні 2013 року як спосіб спростити процес перевірки автентичності, без надання будь-яких відомостей третій стороні.

## Ідея
Протокол є відповіддю на задачу ідентичності  фрагментації. Він покращує протоколи, такі як oAuth і OpenID, які не вимагають від третьої сторони виступати в ролі посередника і не надають серверу третьої сторони ніяких секретів захисту (ім'я користувача або пароль). Крім того, він забезпечує стандарт, який може бути вільно використаний для спрощення входу в менеджер паролів, наприклад LastPass. І, що ще більш важливо, стандарт є відкритим, тому жодна компанія не може мати вигоди з володіння цією технологією.

## Приклад використання

Приклад QR-коду, який створений для SQRL, може бути відсканований або перевірений на сайті на справжність.

Для протоколу, що використовується на сайті, необхідні дві складові:
- Реалізація, яка відображає QR-код або спеціально створену  URL-адресу згідно з специфікацією протоколу, є частиною вебсервісу, до якого здійснюється автентифікація.
- Плагін для браузера або для мобільного додатка, який може прочитати цей код в цілях забезпечення безпечної автентифікації.

У SQRL клієнт використовує односторонню функцію і єдиний майстер-пароль користувача для розшифрування секретного майстер-ключа. Ключ генерується в поєднанні з назвою сайту (включаючи доменне ім'я і, за бажанням, додатковий суб-ідентифікатор сайту: «example.com», «example.edu/chessclub») (суб) сайт-специфічну пару відкритий/приватний ключ. Він використовує криптографічний токен з закритим ключем і дає загальний ключ до сайту, так, що він може перевірити зашифровані дані.

## Фішинг-захист
SQRL має деякі конструктивні особливості у вигляді навмисного фішинг-захисту, але вона в основному призначена для перевірки автентичності, а не як «антифішинг», незважаючи на те, що має деякі «антифішинг» властивості.

## Історія
Абревіатуру SQRL придумав Стів Гібсон, а протокол складений, обговорений та проаналізований ним самим і спільнотою  ентузіастів Інтернет-безпеки на news.grc.com в  групі новин і під час його щотижневого подкасту, Security Now!, 2 жовтня 2013 року. Протягом двох днів після виходу в ефір цього подкасту, консорціум W3C і Google висловили зацікавленість в роботі над стандартом.
Тези SQRL були проаналізовані і було виявлено, що «це, здається, цікавий підхід, як в плані передбачуваної роботи користувача, так і з точки зору криптографії. В цілому SQRL добре зарекомендував себе в криптографії».
Ряд доказів принципової схеми реалізації був зроблений для різноманітних платформ, в тому числі і для сервера:
- PHP[5]
- Drupal[6]
- C# .NET[7]

І для клієнта:
- Android[8][9][10]
- C# .NET[7]
- Java[11]
- Python[12]

Існують різні сервери тестування і налагодження:
- https://www.grc.com/sqrl/demo.htm [Архівовано 24 серпня 2017 у Wayback Machine.]
- https://www.grc.com/sqrl/diag.htm [Архівовано 23 лютого 2018 у Wayback Machine.]
- https://web.archive.org/web/20150402131033/https://sqrl-test.paragon-es.de/
- https://web.archive.org/web/20150316131413/http://sw.squaltech.com:8080/

## Правові аспекти
Стів Гібсон заявляє, що SQRL є «відкритим і безкоштовним, як це повинно бути». У той час як SQRL викликав велику увагу до механізму автентифікації на основі QR-коду, запропонований протокол був запатентований ще раніше і, як правило, не повинен бути доступний для використання у вільному доступі. Але Гібсон говорить: «Що ці хлопці, які роблять, як описано в патенті в корені відрізняється від способів роботи SQRL, так що не було б ніяких конфліктів між SQRL і їх патентом. На перший погляд, використовувані 2D коди для перевірки справжності начебто „схожі“ … і зовні точно такі ж рішення. Але всі деталі дуже важливі, і способи роботи SQRL повністю відрізняються в деталях.»